# 庫奇鄉 (穆列什縣)
46°28′N 24°09′E / 46.47°N 24.15°E
庫奇鄉（羅馬尼亞語：Comuna Cuci, Mureș），是羅馬尼亞的鄉份，位於該國中部，由穆列什縣負責管轄，面積42平方公里，海拔高度289米，2007年人口2,117，人口密度每平方公里50人。